# Bélgica nos Jogos Paralímpicos de Verão de 1988
Bélgica participou dos Jogos Paralímpicos de Verão de 1988, que foram realizados na cidade de Seul, na Coreia do Sul, entre os dias 15 e 24 de outubro de 1988.
A equipe belga, com 54 integrantes, obteve 41 medalhas, das quais 15 de ouro, e terminou a participação na décima sétima colocação no quadro de medalhas.